# 日笠山貝塚
日笠山貝塚（ひかさやまかいづか、ひがさやまかいづか）は、兵庫県高砂市曽根町に位置する縄文時代の貝塚である。貝塚の遺跡としては、兵庫県南部では唯一とされる。
兵庫県高砂市はこの遺跡を含む地域の歴史や文化財を紹介するためのマップを作成し、地域の歴史教育や観光振興にも活用している。

## 周辺の地形
日笠山貝塚自体は、天川の西に位置する日笠山の北麓、標高2メートルから4メートルの地点に位置する。なお、貝塚の広さは、長さは約40メートル、幅は約10メートル程度と小規模である。
この貝塚が形成されていった当時、日笠山は海に四方を囲まれており、海岸線は現在のJR神戸線付近まで北上していたと考えられている。

## 発掘調査
この付近に、もしかしたら貝塚かもしれないという話は、1950年頃には出ていた。その頃から貝殻や土器片が、地上に露出していた箇所が確認されていたものの、これが貝塚であるという確証は得られずにいた。1962年に、この付近から出土した土器が、間違いなく縄文土器と確認できたため、加古喜市は高砂高校の生徒にも協力を求めて、幅1 m、長さ3 mの溝を試掘した結果、貝殻が層を成していると確認できた。これを受けて、高砂市教育委員会が、1963年、1964年、1966年に発掘調査を行った。
1964年から1966年にかけて行われた発掘調査では、縄文前期から晩期にかけての土器や石器、縄文晩期のものと推定される仰臥屈葬が発見された。
調査の結果、小規模ながらも4層の貝層が確認された。この場所に含まれていた貝類の半分を、ハマグリが占めていた。貝殻以外にもタイなどの魚骨、イノシシなどの獣骨も出土した。さらに、縄文時代晩期の男性1体の骨が、屈葬されていた。人骨は径約80センチ、深さ約40センチの穴に、足を抱きかかえるようにして埋められていた。さらに、縄文土器や石器も出土した。しかし、住居跡は確認されていないため、この地に定住はしていなかったと考えられる。恐らく、約1.5キロメートル離れた塩田遺跡などに居住地が有ったのではないかと推定された。
この遺跡から採取された貝類遺骸については、加速器質量分析計を用いた放射性炭素による年代測定が行われており、これにより縄文時代の生活様式や食文化に関する貴重な情報が得られている。
なお、断続的ではあるものの、縄文時代前期の後半から、縄文時代の晩期までと長い年月をかけて貝塚が形成されていったと判明した。

## 保存
出土した人骨（愛称は「膝を抱えたジョー」）は、兵庫県立考古博物館に保管されている。
貝塚本体は2012年（平成24年）、高砂市ふるさと文化財に登録されている。